# Булкиза (община)
Булкиза е община в област Дебър, източна Албания с площ от 469 km2. Административен център е град Булкиза.
Общината е създадена в 2015 година след сливане на общините Булкиза, Горица, Зеркан, Мартанеш, Острени, Требища, Фуша-Булкиза Шупенза, които стават общински секции.
Общината съвпада с едноименния окръг Булкиза, закрит в 2000 година.